# Lleona del Zaricejo
La Lleona del Zaricejo és una escultura ibèrica trobada per José María Soler García en la vall del Zaricejo, Villena (País Valencià), a principis de 1968. No és possible assegurar si a la vall va haver-hi un poblat o una necròpoli d'incineració, però es tracta, en tot cas, d'un jaciment de plana que pels materials trobats —ceràmiques grises, amb pintura geomètrica i de vernís negre, fusaioles, molíns, etc.— pot datar-se del segle iv aC i està situat als peus de turó de Terlinques, on va existir un poblat de l'edat del bronze.
La figura és de pedra blanquinosa, amb pàtina vermellosa. Es distingeix d'altres escultures semblants per la curvatura antianatàmica de la seva mandíbula superior, mitjançant la qual potser es va voler expressar la força amb què estrenyia quelcom entre les dents. No es conserva completament, sinó un gran fragment de 34 cm de longitud, 23 d'amplària i 34 d'altura. Atès que es va trobar col·locada sobre unes pedres, probablement estava situada sobre un pedestal defensant l'entrada de la necròpoli, pràctica molt comuna per part dels ibers. En l'actualitat la peça està conservada al Museu Arqueològic de Villena.